# 瑞丽边境经济合作区
瑞丽边境经济合作区是中华人民共和国的一个边境经济合作区，位于云南省德宏傣族景颇族自治州瑞丽市弄岛镇境内。

## 沿革
1992年12月，国务院特区办批准设立“瑞丽市边境经济合作区”，位于瑞丽城区东南，规划范围13.45平方千米，包含姐告边贸经济区，核定开发面积6平方千米:97。德宏州、瑞丽市明确瑞丽边合区编制为副县级，是瑞丽市人民政府的派出机构，由合作区管理委员会管理:97。截止2005年末，瑞丽边合区已开发面积4平方千米，下辖1个居委会（卯相居委会）、11个居民小组，有户籍人口1,662人；1个村委会（团结村委会）、13个自然村、16个村民小组，户籍人口5,953人，有耕地5,800亩；此外还有暂住人口4,281人:97。瑞丽边境经济合作区在国家统计上的名义为“团结合作区虚拟乡”。
2006年10月，瑞丽市对合作区职能与机构进行调整，瑞丽市人民政府市长兼任边合区管委会主任，合作区各项职能并入市政府相应职能部门，不再单独设立合作区工作机构，合作区牌子依然保留，将合作区开发区域纳入瑞丽市整体开发规划中，合作区下辖的团结村与卯相社区划归勐卯镇管辖:98。
2013年12月，瑞丽市将瑞丽边合区扩区移位至弄岛镇，规划面积51.45平方千米，核心建设区11平方千米，设置边合区工委、管委及专职人员，与弄岛镇党委、政府合署办公:88,91。